# 婉容 (位號)
婉容是中國後宮嬪御等級之一，始見於中國北宋。
宋真宗大中祥符六年（1013年）置婉容，为内命妇之一，属“嫔”，在淑仪、淑容、顺仪、顺容、婉仪之下，在昭仪之上。宋徽宗有婉容王月宫、任金奴、阎宝瑟、徐婉容等。后来的朝代不再设置。